# Oggenrieder Weiher
Der Oggenrieder Weiher befindet sich am westlichen Ortsrand von Irsee im bayerisch-schwäbischen Landkreis Ostallgäu, direkt an der Verbindungsstraße zum Weiler und Ortsteil Oggenried und weiter nach Baisweil. Der Teich liegt auf 728 Meter über Meereshöhe und hat eine Fläche von 1,4 Hektar. Der am Ufer teilweise von Bäumen und Röhricht gesäumte, natürlich entstandene Weiher, in dem auch Karpfen, Zander, Rotaugen und Rotfedern leben, wird vom Krebsbach durchflossen, der an den Irseer Quellen entspringt und in die Wertach mündet.
Der Weiher wird für verschiedene Freizeitaktivitäten genutzt. Im Sommer ist er vor allem Badegewässer mit der Nachfrage entsprechend ausgebauter Infrastruktur (gebührenpflichtiger Parkplatz, Wasserwachtstation, Stege, Umkleiden, Toiletten, bei schönem Wetter Kiosk mit Imbiss), wobei die mikrobielle Wasserqualität jedoch insbesondere nach Regenfällen durch Einschwemmungen aus den umgebenden güllegedüngten Mähwiesen und Weiden kurzzeitig so schlecht sein kann, dass ein behördliches Badeverbot verhängt wird. Am Nordufer wird FKK geduldet. Im Winter kann man auf dem zugefrorenen Weiher Eislaufen und darin Eisbaden. Jährlich im Sommer findet am Oggenrieder Weiher das sogenannte Seefest statt, veranstaltet vom örtlichen Musikverein und der Feuerwehr. Die Freie Evangelische Gemeinde Kaufbeuren hat am Weiher Taufen durchgeführt.
Im Sommerloch 2013 gelangte der Oggenrieder Weiher in die Schlagzeilen überregionaler Medien, nachdem sich ein achtjähriger Junge im Flachwasserbereich eine Durchtrennung der Achillessehne zuzog, was letztlich als Bissverletzung diagnostiziert wurde. Als Verursacher des Bisses wurde eine Alligator- oder Schnappschildkröte angenommen, die allein aufgrund der Annahme in den Medien den Namen „Lotti“ erhielt. Im Rahmen der großangelegten Suchaktion nach Lotti wurde das Gewässer komplett trockengelegt, wobei Fische in ein anderes Gewässer umgesetzt wurden. Der Bürgermeister lobte sogar ein Kopfgeld von 1000 Euro für Hinweise auf das Tier aus, das auf 14 kg und etwa 40 cm Durchmesser geschätzt wurde und von dem man annimmt, dass es sich bis zu zwei Meter tief in den Bodenschlamm eingraben kann.
Beim Entleeren des Weihers wurde ein 20 cm großer Flusskrebs entdeckt, der als Verursacher in Betracht gezogen wurde, jedoch blieb man weiter auf die Suche nach einer Schildkröte fixiert.

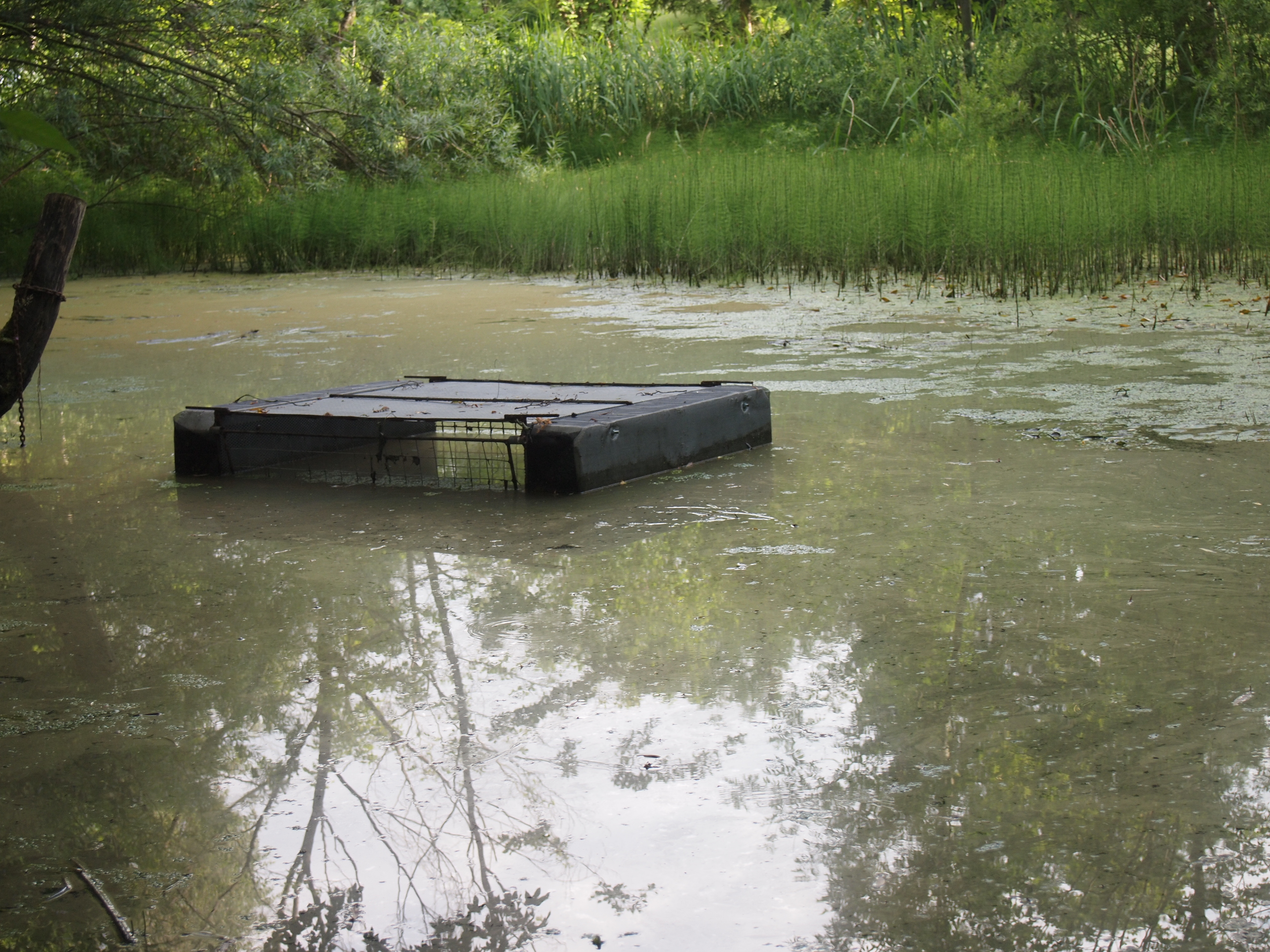
Von der Gemeinde Irsee installierte Schildkrötenfalle im Weiher am Forstanger in Irsee im Juni 2014

## Wandervermutung 2014
Im Juni 2014 entstand die Vermutung, die Schildkröte könnte in einen verlandenden Weiher am westlichen Ortsrand von Irsee gewandert sein. Eine Bewohnerin hatte dort eine Ente verschwinden sehen. Die Gemeinde stattete den kleinen Weiher daraufhin mit Gittern und einer Schildkrötenfalle aus. Anders als von Medien dargestellt liegt dieser Teich nicht mitten im Ort, sondern am westlichen Ortsrand, zudem handelt es sich bei dem Weiher nicht um den Klosterteich.